# 270 Anahita
Anahita (asteroide 270) é um asteroide da cintura principal com um diâmetro de 50,78 quilómetros, a 1,86651537 UA. Possui uma excentricidade de 0,15082857 e um período orbital de 1 190,25 dias (3,26 anos).
Anahita tem uma velocidade orbital média de 20,08975526 km/s e uma inclinação de 2,36540592º.
Este asteroide foi descoberto em 8 de Outubro de 1887 por Christian Peters.